# モンテリーコ競馬場
モンテリーコ競馬場（西: Hipódromo de Monterrico）はペルーのリマ郊外にある競馬場である。

## コース
左回りでダートコースは1周1800m、芝コースは1周1600m。
ダート・芝ともに1000mの直線コースがある。

## 開催
主に木・金・土・日曜日の週4日開催されている。

## 主な競走
- ダービーナシオナル
- ペルー・ジョッキークラブ大賞
- パンプローナ大賞
- ポリャデポトランカス
- エンリケアユーロパルド大賞
- ポリャデポトリリョス
- リカルドオルティスデゼバリョース大賞
- ナシオナル大賞アウグストB.レギーア